# Anomala plurisulcata
Anomala plurisulcata är en skalbaggsart som beskrevs av Benderitter 1930. Anomala plurisulcata ingår i släktet Anomala och familjen Rutelidae. Inga underarter finns listade i Catalogue of Life.